# Palais de Beylerbeyi
Le palais de Beylerbeyi (Beylerbeyi Sarayı, en turc) est un palais situé dans le quartier de Beylerbeyi, au nord du pont du Bosphore, sur la rive asiatique d'Istanbul en Turquie.

## Histoire
Le nom Beylerbey, le « bey des beys » ou gouverneur général en turc, provient du titre porté par Mehmet Paşa qui y fait construire une maison à l'écart du centre ville de l'actuelle Istanbul. Les sultans ottomans le suivent et font à leur tour construire plusieurs maisons. Enfin, en 1829, le sultan Mahmoud II fait construire un palais de bois (konak) au bord de la rive du Bosphore. Mais celui-ci est détruit par un incendie.
En remplacement, le sultan Abdulaziz ordonne la réalisation de l'actuel palais de Beylerbey pour servir de résidence d'été ou d'accueil des visites de chefs d'État. L'architecte Sarkis Balyan (1835-1899) conçoit le palais dans un style baroque français. Plus sobre que les palais de Dolmabahçe ou de Küçüksu construits avant lui, il est construit entre 1861 et 1865. En 1869, l'impératrice Eugénie, épouse de Napoléon III, visite le palais sur le chemin du canal de Suez mais elle reçoit une gifle de la mère du sultan car elle ose pénétrer dans le palais alors qu'il lui tient le bras[réf. nécessaire]. D'autres visiteurs de marque visitent le palais, notamment le duc et la duchesse de Windsor.
Après avoir été déposé, le sultan Abdulhamid II reste en captivité au palais à partir de 1912 jusqu'à sa mort en 1918.

## Architecture

### Le parc
Le palais est situé au bord du Bosphore. Il est situé sur une des terrasses du parc dont les arbres proviennent de plusieurs dépendances de l'Empire ottoman. Le parc est connu pour ses magnolias. La vue du Bosphore sur le palais est une des plus intéressantes, les deux pavillons abritant des bains, un pour les femmes du harem et l'autre pour les hommes du selamlık.

### Intérieur
Bâti en marbre blanc, le bâtiment est de forme rectangulaire. Il possède un rez-de-chaussée et deux étages. Outre l'office et les cuisines, le palais comprend un ensemble de six salons de réception et vingt-six autres pièces. L'intérieur comprend une salle d'entrée où on apprécie la piscine en cas de fortes chaleurs et le murmure de la fontaine. Le sultan Abdulaziz a lui-même dessiné des croquis qui ont servi à la réalisation de plafonds.
Le sol est recouvert de nattes de paille d'Égypte pour l'isolation, dispositif utile aussi bien en hiver qu'en été. Les chandeliers de cristal proviennent de Bohême tandis que les tapis proviennent de Hereke. Malgré l'accueil qu'elle reçut au palais, l'impératrice Eugénie fut émerveillée par l'élégance du palais, à tel point qu'elle commanda une copie des fenêtres pour orner des chambres du palais des Tuileries à Paris.

## Tourisme
Le palais est ouvert à la visite tous les jours sauf le lundi et le jeudi. Le parc est également utilisé pour des réceptions privées.